# Kerem Demirbay
Kerem Demirbay (Herten, 3 de julho de 1993) é um futebolista alemão que atua como meio-campo. Atualmente, joga pelo Eyüpspor.

## Carreira
Kerem Demirbay começou a carreira no Borussia Dortmund II.

## Títulos
Galatasaray
- Süper Lig: 2023–24 e 2024–25
- Copa da Turquia: 2024–25
- Supercopa da Turquia: 2023

Alemanha
- Copa das Confederações FIFA: 2017